# Toxicodendron pubescens
Toxicodendron pubescens, (arbre tòxic pubescent) sinònim:Rhus pubescens, és una planta arbustiva que pot fer fins a un metre d'alt. El seu fruit és petit, arrodonit i groguenc o verdós. Se sembla als roures però no n'està estretament emparentat.
A Espanya figura en la llista de plantes de venda regulada

## Distribució
És planta nativa del sud-est dels Estats Units des de Virgínia a Texas i Oklahoma.

## Dermatitis de contacte
Totes les parts de la planta contenen urushiol, el qual causa dermatitis severa en els individus sensibles. Els efectes de l'enverinament són similars als causats per l'heura verinosa.